# Тарасенко, Елена Ивановна
Елена Ивановна Тарасенко (род. 13 сентября 1956, село Байчунас, Макатский район, Атырауская область, Казахская ССР) — казахстанский общественный деятель, педагог, депутат мажилиса парламента Казахстана III—V созывов (с 2004 года).

## Биография
В 1979 году окончила естественно-географический факультет Уральского педагогического института.
В 1979—1980 годах — учитель географии и биологии в школе им. М. Ауэзова Индерского района.
В 1980—1987 годах — учительница, организатор внешкольной, внеклассной воспитательной работы СШ № 20 г. Уральска.
В 1987—1994 годах — заместитель председателя Зачаганского поселкового совета.
В 1994—1995 годах — заместитель главы Зачаганской поселковой администрации.
В 1995—1996 годах — глава Зачаганской поселковой администрации.
В 1996—1997 годах — аким поселка Зачаганск.
C 1997 по 2004 год — заместитель акима г. Уральска.
C 2004 года — депутат Мажилиса парламента Казахстана.

## Награды
- Орден «Курмет».
- Медаль «10 лет независимости Республики Казахстан».
- Медаль «10 лет Конституции Республики Казахстан».
- Медаль «10 лет Парламенту Республики Казахстан».
- Юбилейная медаль «МПА СНГ. 20 лет» (11 апреля 2013 года, Межпарламентская ассамблея СНГ) — за вклад в развитие и совершенствование правовых основ функционирования Содружества Независимых Государств, модельного и национального законодательства государств — участников МПА СНГ, а также в укрепление международных связей и межпарламентского сотрудничества[1].
- Медаль «МПА СНГ. 25 лет» (27 марта 2017 года, Межпарламентская ассамблея СНГ) — за заслуги в деле развития и укрепления парламентаризма, за вклад в развитие и совершенствование правовых основ функционирования Содружества Независимых Государств, укрепление международных связей и межпарламентского сотрудничества[2].